# 庫努拉納山 (梅爾加省)
14°32′56″S 70°49′55″W / 14.54889°S 70.83194°W

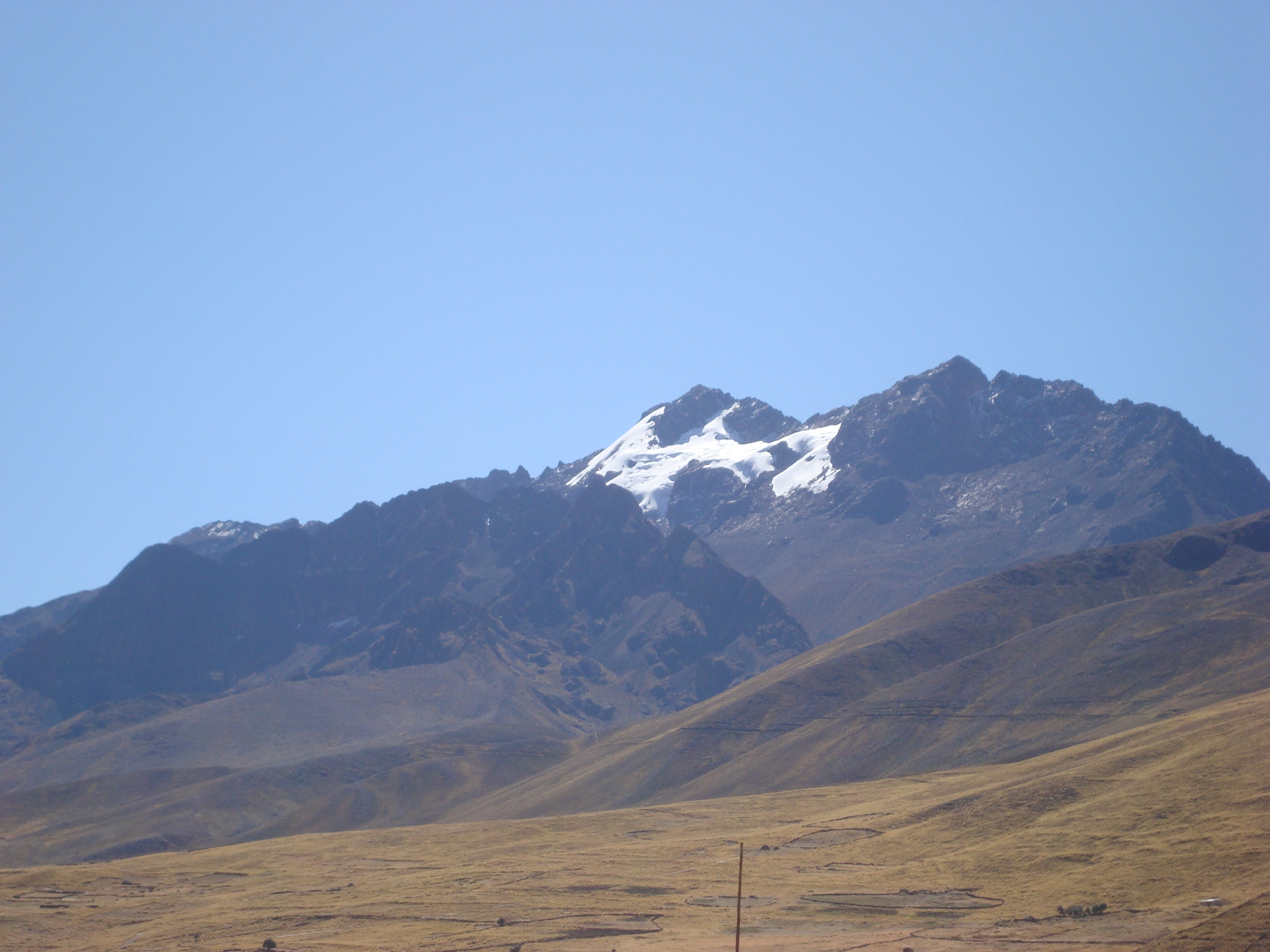

庫努拉納山（西班牙語：Cunurana），是秘魯的山峰，位於該國東南部普諾大區的梅爾加省，屬於安第斯山脈中拉亞山脈的一部分，海拔高度約5,420米，是烏魯班巴河的發源地。